# Mid North Coast
Mid North Coast (pl. Wybrzeże Środkowo-Północne) – region w Australii, w stanie Nowa Południowa Walia, położony nad Pacyfikiem z linią brzegową ok. 400 km. Region jest podzielony administracyjnie na Rady (en. Councils), odpowiednik powiatów.

## Rady Mid North Coast
- Bellingen Shire Council
- Clarence Valley Council
- Coffs Harbour City Council
- Greater Taree City Council
- Port Macquarie-Hastings Council
- Kempsey Shire Council
- Nambucca Shire Council

## Miejscowości
- Forster
- Tuncurry
- Port Macquarie
- Wauchope
- Taree
- Kempsey
- South West Rocks
- Nambucca Heads
- Coffs Harbour